# Croton patrum
Espèce
Croton patrum est une espèce de plantes à fleurs du genre Croton et de la famille des Euphorbiaceae, présente au Brésil (Santa Catarina).